# M8 - Quando a Morte Socorre a Vida
M8 - Quando a Morte Socorre a Vida é um filme brasileiro de 2020, do gênero suspense dramático, dirigido por Jeferson De, e escrito por Jeferson De e Felipe Sholl. Protagonizado por Juan Paiva, o filme retrata a vida de um jovem negro que passa para o curso de medicina em uma universidade federal. Conta com Giulia Gayoso, Mariana Nunes, Tatiana Tibúrcio e Rapahel Logam nos demais papéis principais.

## Sinopse
Calouro da prestigiada Universidade Federal de Medicina, Maurício (Juan Paiva) é um jovem negro filho de Cida (Mariana Nunes), uma técnica de enfermagem que batalha para ver seu filho estudar na faculdade. Já na universidade, Maurício é apresentado a M-8, corpo que será usado para estudo da turma durante o semestre, em sua primeira aula de anatomia. Em uma jornada que permeia o mistério e a realidade, ele passa a enfrentar suas próprias angústias para desvendar a identidade desse rosto desconhecido, o M-8.[carece de fontes?]

## Elenco
- Juan Paiva como Maurício Rezende
- Mariana Nunes como Maria Aparecida "Cida" Rezende
- Raphael Logam como M-8
- Giulia Gayoso como Suzana
- Henri Pagnocelli como Professor Dr. Djalma
- Tatiana Tiburcio como Emília
- Fábio Beltrão como Gustavo
- Bruno Peixoto como Domingos
- Zezé Motta como Ilza
- Léa Garcia como dona Ângela
- Aílton Graça como Sá
- Alan Rocha como Sinvaldo
- Pietro Mário como Salomão
- Malu Valle como Carlota
- Dhu Moraes como Mãe de Santo
- Lázaro Ramos como motorista da funerária
- Higor Campagnaro como policial 1
- Rocco Pitanga como policial 2
- Cyda Moreno como Alzira
- Ju Colombo como Manu
- Aramis Trindade como funcionário do necrotério do hospital
- Jeferson Mesquita como M-7

## Lançamento
A produção tinha previsão de estreia nos cinemas do Brasil no primeiro semestre de 2020, porém devido ao isolamento social necessário contra a pandemia de COVID-19, o lançamento do filme teve que ser adiado. Em 03 de dezembro de 2020, M8 - Quando a Morte Socorre a Vida foi lançado comercialmente nos cinemas brasileiros.
O filme ganhou maior repercussão em 2021 quando, a partir de 24 de fevereiro, entrou para o catálogo da plataforma de streaming Netflix, ficando entre os produtos mais assistidos no Brasil da plataforma.

## Prêmios e indicações
| Ano  | Festival                           | Categoria               | Nomeações                   | Resultado | Ref.  |
| ---- | ---------------------------------- | ----------------------- | --------------------------- | --------- | ----- |
| 2021 | Grande Prêmio do Cinema Brasileiro | Melhor Roteiro Adaptado | Jefferson De e Felipe Sholl | Venceu    | [ 4 ] |
| 2021 | Prêmio APCA de Cinema              | Melhor Filme            | Jefferson De                | Venceu]   | [ 5 ] |
| 2021 | Festival SESC de Melhores Filmes   | Melhor Ator Nacional    | Juan Paiva                  | Venceu]   | [ 6 ] |
| 2021 | Festival SESC de Melhores Filmes   | Melhor Ator Nacional    | Raphael Logam               | Indicado  |       |
| 2021 | Festival SESC de Melhores Filmes   | Melhor Ator Nacional    | Ailton Graça                | Indicado  |       |
| 2021 | Festival SESC de Melhores Filmes   | Melhor Atriz Nacional   | Mariana Nunes               | Indicado  |       |
| 2021 | Festival SESC de Melhores Filmes   | Melhor Atriz Nacional   | Zezé Motta                  | Indicado  |       |
| 2021 | Festival SESC de Melhores Filmes   | Melhor Direção          | Jefferson De                | Venceu    | [ 6 ] |